# Селве (Болоња)
Селве (итал. Selve) је насеље у Италији у округу Болоња, региону Емилија-Ромања.
Према процени из 2011. у насељу је живело 148 становника. Насеље се налази на надморској висини од 505 м.